# شهرستان یندژیوف
شهرستان یندژیوف (به لهستانی: Powiat Jędrzejów) یک شهرستان در لهستان است که در استان اشوی‌داشکسیه واقع شده‌است. شهرستان یندژیوف ۱٬۲۵۷٫۱۷ کیلومتر مربع مساحت و ۸۹٬۳۰۴ نفر جمعیت دارد.